# Љубезенске игре
Љубезенске игре је  трећи студијски албум словеначког поп, фанк и соул певача Жана Серчича, издат 24. новембра 2023. године за Ника рекордс. Све песме су већ изашле на јутјуб каналу певача у виду синглова, а за неке су снимљени и музички спотови (Задња ноч, Пусти ми спомин, Летим, Нај ме взаме, Все бом дал за тебе, Пијан од љубезни и Слепа улица). Песма Летим је колаборација са Шакалима, а Все бом дал за тебе са групом Кубисмо. Песме Темно небо и Слепа улица су премијерно изведене уживо 18. новембра у Дворани Медиа Центар.

## Списак песама
| №   | Назив               | Трајање |  |
| 1.  | Задња ноч           |         |  |
| 2.  | Пусти ми спомин     |         |  |
| 3.  | Летим               |         |  |
| 4.  | Темно небо          |         |  |
| 5.  | Нор сем нате        |         |  |
| 6.  | Нај ме взаме        |         |  |
| 7.  | Все бом дал за тебе |         |  |
| 8.  | Пијан од љубезни    |         |  |
| 9.  | Мирно бом заспал    |         |  |
| 10. | Слепа улица         |         |  |
| 11. | Љубезенске игре     |         |  |